# Roman Viktorovitsj Jakovlev
Roman Viktorovitsj Jakovlev (Russisch: Рома́н Ви́кторович Я́ковлев) (Barnaoel, 30 november 1974) is een Russische entomoloog, werkzaam bij het Museum Witt in München, Duitsland.
Hij werd geboren in Barnaoel, Kraj Altaj, Rusland. Zijn beide ouders waren arts.
Jakovlev bezit een privécollectie van ca. 20.000 Palearctische Papilionoidea en 4500 Cossidae. Hij nam deel aan vele expedities naar Zuid-Siberische gebergtes, Kazachstan, Mongolië, het Russische Verre Oosten en Peru.
Zijn wetenschappelijk werk werd ondersteund door de Thomas Witt-stichting in 2003 en 2006. Het stelde hem in staat om materiaal te bestuderen in de musea van Kiev, Moskou, Vladivostok, St. Petersburg, München, Berlijn, Bonn, Karlsruhe, Londen, Parijs, Brussel, Leiden, Amsterdam en Tervuren.